# Ганс-Йоахім Діркс
Ганс-Йоахім Діркс (нім. Hans-Joachim Dierks; 16 липня 1923, Георгсмарієнгютте — 13 червня 2013, Оснабрюк) — німецький офіцер-підводник, оберлейтенант-цур-зее крігсмаріне. 

## Біографія
23 вересня 1940 року вступив на флот. В 1942 році пройшов практику вахтового офіцера на підводних човнах U-752, U-572 і U-23. В 1943 році — вахтовий офіцер на U-978, потім — 1-й вахтовий офіцер на U-739. В червні-липні 1944 року пройшов курс командира човна. З 2 липня 1944 по 5 березня 1945 року — командир U-14, з березня по 5 травня — U-137. В травні був взятий в полон. 26 липня 1945 року звільнений.

## Звання
- Кандидат в офіцери (23 вересня 1940)
- Морський кадет (1940)
- Фенріх-цур-зее (1 серпня 1941)
- Оберфенріх-цур-зее (1 липня 1942)
- Лейтенант-цур-зее (1 січня 1943)
- Оберлейтенант-цур-зее (1 жовтня 1944)

## Нагороди
- Нагрудний знак підводника (1942)
- Залізний хрест 2-го і 1-го класу (1944)